# Idiocera impavida
Idiocera impavida är en tvåvingeart som först beskrevs av Alexander 1948.  Idiocera impavida ingår i släktet Idiocera och familjen småharkrankar. Inga underarter finns listade i Catalogue of Life.